# Hagioterapie

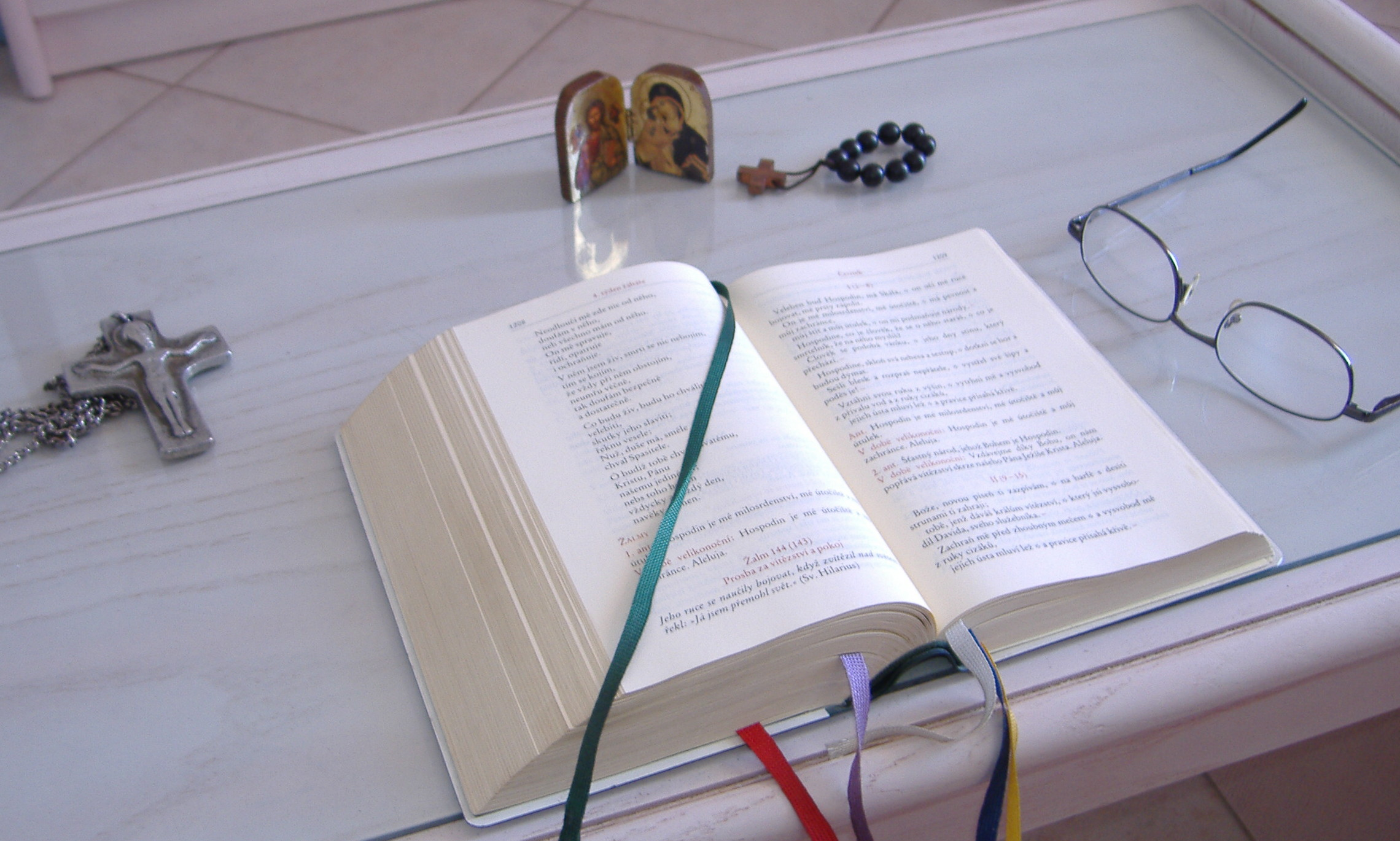
Zátiší se Žaltářem

Hagioterapie je psychoterapeutická metoda, jejíž název je odvozen z řeckých slov „therapeia“ – péče, léčba, a „hagios“ – svatý, čistý, posvátný. Představuje směr skupinové existenciální psychoterapie, jehož cílem je očištění života od dysfunkčních vzorců chování, a jedním z jejích nástrojů je projektivní práce s posvátnými, v tomto případě biblickými texty. V České republice se používá od roku 1992, zejména při léčbě látkově závislých, věřících i nevěřících.
Stejný název nese i relativně nová metoda spirituální léčby, inspirovaná charismatickým hnutím, zaváděná od roku 1994 v Chorvatsku profesorem Tomislavem Ivančićem.[zdroj?] Jedná se zároveň o obecný pojem, někdy užívaný v novodobé historiografii k označení středověké či raně novověké praxe užívání modliteb, ostatků svatých či poutí k léčení nemocí.

## Historie vzniku
Termín hagioterapie se v ČR používá pro označení formy existenciální psychoterapie, která se vyvinula z metod pastorační terapie a duchovního poradenství, jak byly praktikovány v dobách normalizačního režimu v podzemních strukturách české katolické církve. Po revoluci v roce 1989 byla tato metoda rozvíjena ve skupinách pacientů zejména dr. Prokopem Remešem (Psychiatrická léčebna Bohnice). a posléze byla zformována do uceleného teoretického systému.

## Cíle
Bezprostředním cílem hagioterapie je posilování zralých algoritmů lidské psychiky v oblasti existenciálních a hodnotových struktur. Vzdáleným cílem hagioterapie je proměna životního vzorce neseného emocí nespokojené touhy po tom, co člověk nemá („homo economicus“), v životní vzorec nesený emocí radostné vděčnosti za to, co člověk má („homo religiosus“). Termíny homo economicus a homo religiosus jsou blízké tomu, co Erich Fromm označuje jako životní modus „mít“ a „být“ a proměna charakteru člověka od modu „mít“ k modu „být“ představuje totéž, co bývá v oblasti spirituality označováno termínem obrácení, probuzení, znovuzrození či osvícení. Na rozdíl od pastorační terapie hagioterapie nevychází z premisy existence Boha, ale z premisy všeobecné přítomnosti náboženských struktur v lidské psychice. Na rozdíl od pastorace a životního koučování k dosahování životních cílů užívá psychoterapeutických postupů.

## Základní principy

### Metodologický teismus
Na empirické rovině vychází hagioterapie ze zásady metodologického ateismu – hovoří o tom, jak se člověk vztahuje ke své potřebě býti náboženský, potřebě, která je daná geneticky, je evolučně výhodná a je to mimořádně intervenující síla; jedná se o rovinu, v níž je možno fenomén náboženskosti zkoumat vědeckými metodami. Nepracuje s věroučnými obsahy, ale s psychickými strukturami, které se s náboženskostí pojí – se strukturami existenciálními (např. s otázkami smyslu života, hodnot, vztahů, smrti, zodpovědnosti atd.), numinózními (například s postoji obdivu, vděčnosti, lásky či sebeobětování) a morálními (dobro a zlo, vina, trest, odpuštění). Projektivní práce s těmito strukturami napomáhá k objevování nových, prospěšných či méně destruktivních způsobů chování, sebeprožívání a vztahování se ke světu.
Na existenciální rovině však namísto postulátu základní životní nesmyslnosti a tragičnosti, jak ho předkládají někteří představitelé tradiční existenciální psychoterapie (I. Yalom), klade postulát o základní smysluplnosti a naději. Postulát metodologického teismu, tedy postulát žít, chovat se a rozhodovat tak, jako by jako by život měl smysl a naději, jako by život byl dialog a jako by existoval Bůh, považuje za jediný konzistentní s geneticky danou strukturou lidské mysli.

### Základní existenciální model
Základní model lidské psychiky z hlediska hagioterapie vychází z poznatku, že člověk je konstituován propletencem tří základních existenciál:
Vědomím smrtelnosti – základní poznání každého z nás o sobě samém spočívá v poznání naší bezvýznamnosti. V poznání, že každý z nás je prach, který může být pro svoji nicotnost, slabost nebo hříšnost odmítnut, ponížen, opuštěn nebo zničen. V konečné instanci vyjadřuje toto poznání nejočividnější nevyhnutelnost našeho bytí – vědomí naší vlastní smrti.
Úzkostí z neexistence –základní reakcí člověka na smrt je úzkost. Víme, že jednou zemřeme, rozumem si uvědomujeme fakta a naše mysl – přesněji její nevědomá část, která nás chrání před přemírou úzkosti – disociuje, tedy odděluje strach ze smrti od našeho vědomí. V jistém smyslu však každá úzkost a každý strach, který prožíváme, je nejen strachem z odmítnutí lidmi, světem nebo Bohem, ale na nejhlubší rovině i strachem z vlastní smrti a neexistence.
Obranami – abychom unikli úzkosti, která nám brání, abychom chovali ke světu, Bohu i ostatním lidem spontánní city, hledáme cesty, jak se se svými pocity vypořádat. Skrýváme svoji autenticitu a hrajeme „role“ – jednou se utíkáme k láskyplné oddanosti a snažíme se přilnout k nejsilnějším osobám, které kolem sebe máme (za základní životní hodnotu považujeme hodnotu „být milován“). Jindy se pokoušíme o vzpouru a boj (a za základní považujeme hodnotu „být uznáván“). A jindy se zase můžeme pokusit vytěsnit ostatní ze svého vnitřního života a emocionálně se od nich distancovat (hodnota „být svobodný“). Ve zdravých mezilidských vztazích se kroky „k“ ostatním, „proti“ nim nebo „od“ nich navzájem nevylučují. Pokud se ale tyto kroky stávají extrémními, ulpívavými a strnulými, stávají se mocným zdrojem bolestí, utrpení až případné psychopatologie lidské duše.

### Homo economicus a homo religiosus
Cílem života jedince je dosažení pozitivní emoční bilance. Na obecné existenciální rovině se toho člověk usiluje dosahovat dvěma základními cestami, „ekonomickou“ a „spirituální“. V hagioterapii je rozlišování těchto dvou cest zásadní, a nejlépe rozpoznatelné jsou vzorci svého základního emočního ladění (emoční tonality), modem mít a modem být:
Modus mít (homo economicus): Je nesen základním emotivním laděním věčně nespokojené touhy po dobrech materiální i duchovní povahy, které člověk dosud nemá. Jde o modus spíše první poloviny života a dosažení pozitivní emoční bilance se usiluje dojít cestou naplňování neuspokojených tužeb. Existuje ve třech základních životních postojích (zde hagioterapie používá základní schéma transakční analýzy), a ty se projevují třemi základními strategiemi, jak věčně nespokojené touhy uspokojovat – strategie „od“, „k“ a „proti“ (Karen Horneyová).
Modus být (homo religiosus): Je nesen základním emotivním laděním radostné vděčnosti z dober materiální a duchovní povahy, které jsou člověku aktuálně dány. Objevuje se v druhé polovině života, a specifické je, že dosažení pozitivní emoční bilance se usiluje dojít cestou kontemplace již existujících daností. Je výrazem základního životního postoje Já jsem OK – Ty jsi OK. Základní životní hodnotou je „být“ (= tedy ne být „nějaký“) a základní životní strategií je činit dobro (outgoing) z důvodů vděčnosti za přijaté dobro (incoming).

### Ontogeneze lidské spirituality
Hagioterapie vychází z dynamického pojetí lidské spirituality a opírá se o upravený čtyřstupňový model její ontogeneze, jak ho zformuloval M. Scott Peck. Tento model nepopisuje obsah morálních imperativ – „co“ je správné – ale jejich strukturu – „jak“ má být správné nacházeno. V hagioterapeutické praxi nejde o obsahovou indoktrinaci člověka, ale o pomoc ve strukturálním rozvoji jeho osobnosti. Terapeutický proces je řízen tak, aby při něm docházelo k náhledu, že stávající stav nedokáže relevantně strukturovat vnitřní zkušenost člověka, a současně se vynořovala nabídka strukturace vyššího řádu. Pro každého má tak případná pomoc v řešení jeho problémů zcela jiný charakter. Asociálnímu jedinci je například začlenění do nějaké organizace s pevnými pravidly typu protialkoholní komunity, církve, sportovního klubu výrazně větší pomocí, než vědeckému pracovníkovi racionální a pragmatické mysli apod. Jednotlivé vývojové stupně Peck popisuje následujícím způsobem:
1. Stadium egoisticko asociální („správné = já chci“): Obdobou je malé dítě, které si vše vynucuje.
2. Stadium dogmaticko normativní („správné = vyšší řád“): Člověk tohoto stadia přijímá psaná či nepsaná pravidla nějaké náboženské nebo společenské instituce. Lze ho přirovnat k dítěti uznávajícímu rodiče za jasnou a neměnnou autoritu, které je v podstatě rádo poslouchá.
3. Stadium individuálně pragmatické („správné = smysluplné“): Typický je racionální přístup ke světu i k morálce, kriteriem rozhodování je větší dobro nebo alespoň menší zlo. Důraz se klade na autonomní poznání pravdy. V osobním vývoji je toto stadium charakteristické pro dospělost.
Poznámka: Pro hagioterapeutickou praxi je důležitý poznatek Lawrence Kohlberga , že mezi stupněm č. 2 a stupněm č. 3 existuje vývojově slepý regresní stupeň č. 2,5 – stadium hodnotově relativistické („správné = nemáš pravdu“): Paralelou je pubertální věk.
4. Stadium „mystické“ („správné = ne-sebeobranné“): Důraz klade na uzávorkování predispozic, jež do něj vložila genetika a raná dětská zkušenost, a touha přispět dobru je pro něj silnější než požadavek vyhnout se bolesti a nebýt zraňován. Ideálem je motivace bez sebeobran, popírání, racionalizací a krytí. Paralelou je období životní vyzrálosti a moudrosti.

## Základní metody

### Bible jako zrcadlo lidského nitra
Dnešní psychoterapie užívá Bible dvěma odlišnými strategiemi a hagioterapie se inspiruje zejména druhou z nich. První strategie vnímá Bibli jako svého druhu „učebnici“ o člověku, která (mimo jiné) pojednává o stejných tématech jako psychologie: o lidské bolesti, radosti, samotě, smrti i o nezvládnutelné agresivitě či sexualitě. Navíc však obsahuje i v textu skryté návody, jak s těmito tématy terapeuticky zacházet. Druhá strategie vnímá Bibli jako „zrcadlo“ lidského nitra, tedy jako materiál pro subjektivní projekční zpracování. Tento terapeutický přístup předpokládá, že každý člověk má své vlastní specifické předporozumění, dané jeho osobní zkušeností a postoji k sobě a ke světu, a na toto předporozumění se zaměřuje hagioterapie, která s ním terapeuticky pracuje metodami analytické práce – hlubinně analyticky a existenciálně analyticky.

### Hlubinně analytický přístup
Hlubinně analytický přístup k Bibli poprvé rozvinul německý psycholog a teolog Eugen Drewermann ve svém díle Hlubinná psychologie a exegeze. Drewerman v něm vychází z předpokladu, že autoři Bible promítali do biblických příběhů archetypální obrazy svého nevědomí, a tyto obrazy mají moc rezonovat s obrazy a symboly uloženými v duši čtenáře. Pečlivým nasloucháním jejich tónům mu mohou umožnit lépe poznat sebe sama. Podle Drewermanna se nemá smysl přít o to, co se v Bibli reálně historicky událo a co je ve vyprávění symbolem. Podstatné je to, že Bible nám vykládá, co se stalo, tak aby to pro nás mělo uzdravující význam. Průběh výkladu textu má být analogický výkladu snů, v němž se umění interpretace zaměřuje na dvě roviny. Při první vystupuje příběh jako metafora životní situace, v níž se člověk nachází (objektivní pohled), při druhé vystupuje příběh jako metafora intrapsychického stavu člověka (subjektivní pohled), v níž se to, co se zdá být „reportáží“ o událostech vnějšího světa, vyjevuje jako příběh utkaný ze spletitosti vnitřních procesů.

### Existenciálně analytický přístup
Existenciálně analytický přístup vychází z logoterapeutické školy Viktora Frankla a jeho žáka Alfrieda Längleho. Podle nich představuje každá situace výzvu pro lidské svědomí k naplnění nějakého smyslu. To má důležitý psychoterapeutický význam, neboť smysl je mohutná síla, kterou může člověk použít zejména při hledání analogií mezi tam-a-tehdy biblického příběhu a zde-a-nyní života každého čtenáře. Biblické příběhy obsahují věčné motivy smrti, viny, hodnot, smyslu a představují je v obrazech či symbolech života lidí dávných dob. To může být inspirací, nabídkou a možnosti pro další seberealizaci a inspirací pro cíl, ke kterému se člověk může vztáhnout, přidržet se ho a jít za ním.

### Techniky
Hagioterapie se uskutečňuje formou tematických psychoterapeutických skupin, direktivně řízených ve směru hlavního požadavku na úzdravu, jíž je v rámci léčby závislostí dlouhodobá abstinence. Témata čerpají svoji inspiraci reflexí biblických textů, na každém sezení vždy jediného konkrétního příběhu, který klienti rozvádějí projektivním způsobem směrem k důležitým existenciálním otázkám člověka. Protože ovšem v této oblasti existuje nebezpečí bez-emoční intelektualizace, užívá hagioterapie určitých technik se záměrem převádět dané příběhy a témata do konkrétního „jazyka reality“ daného člověka. K tomu slouží vzájemné překládání „jazyků“, dovádění postojů do extrémů a shrnující strategie s daným příběhem: „o čem to vlastně je?“.

## Společnost pro hagioterapii a pastorační medicínu

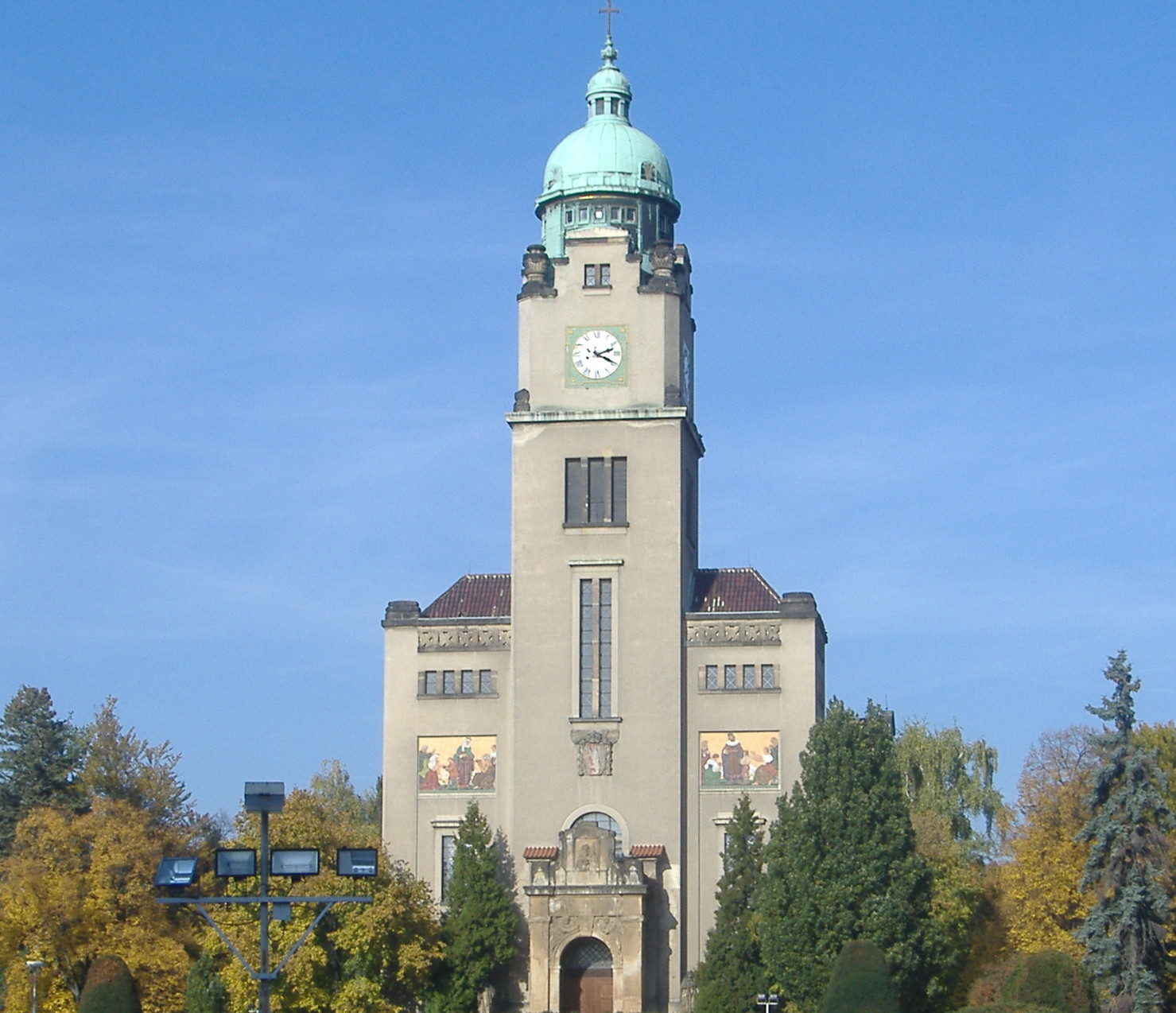
Kostel sv. Václava v Psychiatrické léčebně v Praze, Bohnicích

Česká Společnost pro hagioterapii a pastorační medicínu byla založena 1. ledna roku 2000 v Psychiatrické léčebně Bohnice jako neformální sdružení laických i profesionálních terapeutů, kteří se ve své činnosti pohybují v hraniční oblasti mezi existenciální psychoterapií a náboženstvím. Předsedou společnosti byl na ustavujícím setkání zvolen MUDr. Mgr. Prokop Remeš a svoji činnost provozuje Společnost prozatím spíše ve formě klubu. Někteří členové Společnosti jsou současně členy i jiných odborných grémií zabývajících se obdobnou problematikou (např. Sekce náboženské psychologie při České psychologické společnosti) a nabízejí své zkušenosti, případně i výukové hagioterapeutické programy a workshopy v církevním i psychoterapeutickém prostředí.